# Yuriy Vasyliv
Yuriy Vasyliv (* 13. September 1993 in Iwano-Frankiwsk, Ukraine) ist ein ehemaliger deutscher Radrennfahrer.
2010 belegte Yuriy Vasyliv den dritten Platz in der Gesamtwertung des polnischen Junioren-Rennens Cup of Grudziadz Town President. Im Jahr darauf erreichte er bei den Straßen-Weltmeisterschaften in Kopenhagen Platz fünf im Einzelzeitfahren der Junioren. Zudem wurde er deutscher Vize-Meister der Junioren im Einzelzeitfahren und Neunter in der Gesamtwertung des Giro della Lunigiana. 2012 wurde er deutscher Meister in der Mannschaftsverfolgung, gemeinsam mit Kersten Thiele, Michel Koch und Henning Bommel; in der Einerverfolgung wurde er Sechster. Bei der rumänischen Tour of Szekerland belegte er im selben Jahr Rang fünf.
2014 beendete Yuriy Vasyliv aufgrund anhaltender Kniebeschwerden seine sportliche Laufbahn.

## Teams
- 2012–2013 LKT Team Brandenburg
- 2014 Team Stölting